# 甯嘉猷
甯嘉猷（1554年—？），字君獻，號屏穀，河南歸德府考城縣人，民籍，明朝政治人物。

## 生平
萬曆十三年（1585年）乙酉科河南鄉試第十名舉人，十四年（1586年）中式丙戌科會試第二百八十七名，三甲第二百六十五名進士。刑部觀政，十五年十二月授石首縣知縣，十七年六月調諸城縣知縣，致仕。

## 家族
曾祖甯鎧，鄉賓；祖父甯汝孝，義官；父甯南，壽官。母焦氏。具慶下。兄甯嘉禎，弟甯嘉會、甯嘉興、甯嘉慶、甯嘉逢。